# 滨州号导弹护卫舰
“滨州”号导弹护卫舰（舷号515）简称“滨州”舰，是中国人民解放军海军第二十三艘054A型导弹护卫舰，可以单独或者协同海军其他兵力攻击敌水面舰艇及潜艇，具有较强的远程警戒和防空作战能力。滨州舰由沪东造船厂建造，2015年12月13日下水，2016年12月29日入列，服役于东海舰队驱逐舰第六支队。滨州舰舰名取自山东省滨州市，其入列命名授旗仪式于2016年12月29日在浙江省舟山市某军港举行。
2018年由濱州号、徐州号导弹护卫舰及千島湖号补给艦組成解放军海军第29批亚丁湾护航编队，编队指挥员靳航，政委宣清松，滨州舰舰长黄凯，4月4日从浙江舟山起航，前往索马里海域执行反海盗护航任务，5月1日与第28批护航编队完成交接，开始正式执行任务，6月参加德国“基尔周” 活动，之後前往波兰格丁尼亚，参加波兰海军成立100周年庆典活动，9月初结束护航任务。

## 服役活动
2025年5月25日，解放军海军“辽宁”舰编队于东海海域开展演练，编队包括2艘052D型121号“齐齐哈尔”舰以及122号“唐山”舰及2艘054A型515号“滨州”舰、599号“安阳”舰。
2025年5月27日至5月29日，解放军海军“辽宁”舰编队前出西太平洋开展训练，其规模已达10舰，包括2艘055型101号“南昌”舰、104号“无锡”舰，4艘052D型121号“齐齐哈尔”舰、122号“唐山”舰、131号“太原”舰、155号“南京”舰，2艘054A型515号“滨州”舰、599号“安阳”舰及1艘901型901号“呼伦湖”舰。